# 三溴甲硅烷
三溴甲硅烷是一种无机化合物，由硅、氢和溴组成。在高温下，它会分解成硅，是半导体工业生产超纯硅中三氯甲硅烷的替代。

## 制备
它可以由硅晶体和气态溴化氢在高温下反应而成。 这个反应在1857年三溴甲硅烷首次合成时，就被弗里德里希·维勒和Heinrich Buff描述了。
{\displaystyle \mathrm {Si+3\ HBr\longrightarrow SiHBr_{3}+H_{2}} }

## 性质
三溴甲硅烷是一种无色发烟液体。 它会水解成溴化氢和氢氧化硅。它在空气中自燃。 